# MTV Unplugged No. 2.0
MTV Unplugged No. 2.0 è un album dal vivo della cantante statunitense Lauryn Hill, pubblicato il 7 maggio del 2002 e distribuito in tutto il mondo da Columbia Records.
L'album debutta al terzo posto nella Billboard 200, raggiunge lo status di disco di platino certificato dalla RIAA, ma è completamente stroncato dalla critica e ottiene un mediocre successo commerciale. La reputazione di Hill viene rimessa in discussione da molti autori musicali. David Browne di Entertainment Weekly lo definisce «forse il seguito più bizzarro nella storia [della musica popolare]», mentre Robert Christgau si spinge oltre e scrive che «è il peggior album mai pubblicato da un artista di livello.» In particolare, sono criticati negativamente gli interludi parlati dell'artista. Altri critici musicali hanno invece apprezzato il radicale cambio artistico di Lauryn Hill.

## Distribuzione
La Columbia commercializza l'album nei mercati di Stati Uniti, Canada, Australia, Asia, Brasile, Europa (con MTV), Corea del Sud, Repubblica Sudafricana, Polonia e Indonesia. In Cina e Giappone, i due dischi sono distribuiti dalla Sony Music (con MTV nel mercato nipponico), in Lituania da FR Company e in Ucraina la commercializzazione è spartita tra Panda Music e World Media Music.
| Recensione                    | Giudizio |
| ----------------------------- | -------- |
| AllMusic                      | [ 1 ]    |
| Entertainment Weekly          | B; C+    |
| The Guardian                  | [ 8 ]    |
| NME                           | [ 10 ]   |
| Q                             | [ 11 ]   |
| Rolling Stone                 | [ 12 ]   |
| The Rolling Stone Album Guide | [ 13 ]   |
| Encyclopedia of Popular Music | [ 14 ]   |
| Slant Magazine                | [ 15 ]   |
| The Village Voice             | D–       |

## Tracce
Disco 1
Testi e musiche di Lauryn Hill.
1. Intro – 2:28
2. Mr. Intentional – 6:58
3. Adam Lives in Theory Oh Jerusalem – 7:26
4. Interlude 1 – 1:56
5. Oh Jerusalem – 8:54
6. Interlude 2 – 1:21
7. War in the Mind (or Freedom Time) – 4:59
8. Interlude 3 – 3:18
9. I Find It Hard to Say (Rebel) – 6:50
10. Just Like Water – 6:09
11. Interlude 4 – 1:40
12. Just Want You Around – 4:36
13. I Gotta Find Peace of Mind – 9:19

Durata totale: 65:54
Disco 2
Testi e musiche di Lauryn Hill.
1. Interlude 5 – 12:12
2. Mystery of Iniquity – 5:10
3. Interlude 6 – 1:42
4. I Get Out – 5:17
5. Interlude 7 – 0:20
6. I Remember – 3:46
7. So Much Things to Say – 5:59
8. The Conquering Lion – 3:19
9. Outro – 2:56

Durata totale: 40:41

## Classifiche

### Classifiche settimanali
| Classifica (2002)         | Posizione massima |
| ------------------------- | ----------------- |
| Australia                 | 16                |
| Austria                   | 2                 |
| Belgio (Fiandre)          | 34                |
| Belgio (Vallonia)         | 24                |
| Canada                    | 9                 |
| Danimarca                 | 28                |
| Francia                   | 4                 |
| Germania                  | 30                |
| Italia                    | 25                |
| Norvegia                  | 5                 |
| Nuova Zelanda             | 36                |
| Paesi Bassi               | 40                |
| Stati Uniti               | 3                 |
| US Top R&B/Hip-Hop Albums | 2                 |
| Svezia                    | 10                |
| Svizzera                  | 3                 |

### Classifiche di fine anno
| Classifica (2002)         | Posizione massima |
| ------------------------- | ----------------- |
| Stati Uniti               | 197               |
| US Top R&B/Hip-Hop Albums | 85                |